# Lophodermium grandialpinum
Lophodermium grandialpinum är en svampart som beskrevs av P.R. Johnst. 2001. Lophodermium grandialpinum ingår i släktet Lophodermium och familjen Rhytismataceae.  Arten är reproducerande i Sverige. Inga underarter finns listade i Catalogue of Life.